# Liga das Nações da CONCACAF de 2022–23
A Liga das Nações da CONCACAF de 2022–23 foi a segunda edição do torneio envolvendo às principais seleções associadas a CONCACAF. A fase de grupos foi disputada entre junho de 2022 até março de 2023 com a fase final sendo disputada em junho de 2023. A fase de grupos da competição também serviu como eliminatória para a Copa Ouro da CONCACAF de 2023.

## Calendário
O formato e o calendário da competição foram anunciados em 27 de julho de 2020. Como a Copa do Mundo FIFA de 2022 foi disputada em novembro e dezembro, a fase de grupos foi disputada entre junho de 2022 e março de 2023.
| Fase           | Rodada                      | Datas                  |
| -------------- | --------------------------- | ---------------------- |
| Fase de grupos | Primeira rodada             | 2–4 de junho de 2022   |
| Fase de grupos | Segunda rodada              | 5–7 de junho de 2022   |
| Fase de grupos | Terceira rodada             | 9–11 de junho de 2022  |
| Fase de grupos | Quarta rodada               | 12–14 de junho de 2022 |
| Fase de grupos | Quinta rodada               | 23–25 de março de 2023 |
| Fase de grupos | Sexta rodada                | 26–28 de março de 2023 |
| Fase final     | Semifinais                  | 15–18 de junho de 2023 |
| Fase final     | Disputa pelo terceiro lugar | 15–18 de junho de 2023 |
| Fase final     | Final                       | 15–18 de junho de 2023 |

## Seleções classificadas

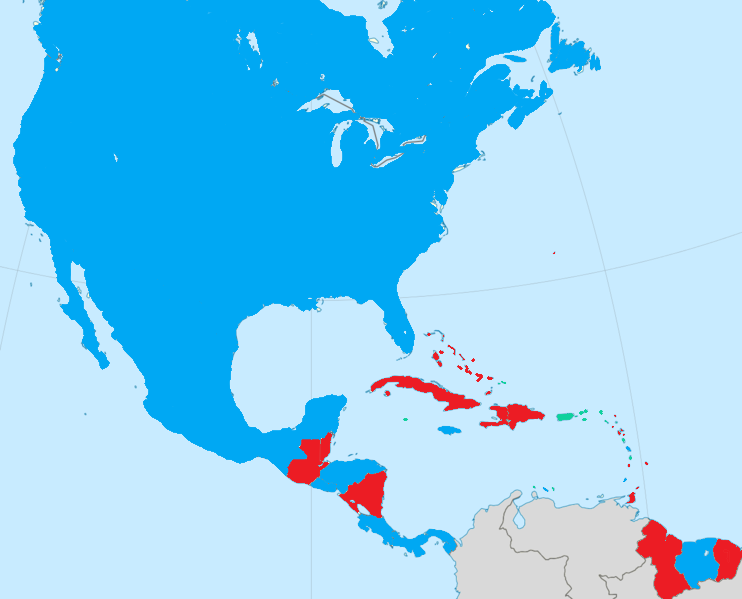
Mapa mostrando as ligas que cada seleção participou.
Liga A
Liga B
Liga C

Todas as 41 seleções afiliadas a CONCACAF entrarão na competição.
| Aumento | Promovido na temporada anterior |
| Baixa   | Rebaixado na temporada anterior |

| Seleção        | Mud     |
| -------------- | ------- |
| Canadá         |         |
| Costa Rica     |         |
| Curaçau        |         |
| El Salvador    | Aumento |
| Estados Unidos |         |
| Granada        | Aumento |
| Honduras       |         |
| Jamaica        | Aumento |
| Martinica      |         |
| México         |         |
| Panamá         |         |
| Suriname       | Aumento |

| Seleção                  | Mud     |
| ------------------------ | ------- |
| Antígua e Barbuda        |         |
| Bahamas                  | Aumento |
| Barbados                 | Aumento |
| Belize                   |         |
| Bermudas                 | Baixa   |
| Cuba                     | Baixa   |
| Guadalupe                | Aumento |
| Guatemala                | Aumento |
| Guiana                   |         |
| Guiana Francesa          |         |
| Haiti                    | Baixa   |
| Monserrate               |         |
| Nicarágua                |         |
| República Dominicana     |         |
| São Vicente e Granadinas |         |
| Trinidad e Tobago        | Baixa   |

| Seleção                  | Mud   |
| ------------------------ | ----- |
| Anguila                  |       |
| Aruba                    | Baixa |
| Bonaire                  |       |
| Dominica                 | Baixa |
| Ilhas Caimã              |       |
| Ilhas Virgens Americanas |       |
| Ilhas Virgens Britânicas |       |
| Porto Rico               |       |
| Santa Lúcia              | Baixa |
| São Cristóvão e Neves    | Baixa |
| São Martinho Francês     |       |
| São Martinho Neerlandês  |       |
| Turcas e Caicos          |       |

## Sorteio
O sorteio para a fase de grupos foi realizado em 4 de abril de 2022 em Miami, Estados Unidos. Cada um dos sorteios da Liga começou selecionando aleatoriamente uma seleção do Pote 1 e colocando-o no Grupo A de sua respectiva liga. Os sorteios continuaram selecionando as equipes restantes do Pote 1 e posicionando-as nos Grupos B, C e D em ordem sequencial. O mesmo procedimento foi feito para os demais potes. As equipes foram distribuídas nos potes usando o Ranking da CONCACAF.
| Pote | Seleção        | Pts   | Pos |
| ---- | -------------- | ----- | --- |
| 1    | México         | 2.020 | 1   |
| 1    | Estados Unidos | 1.917 | 2   |
| 1    | Canadá         | 1.821 | 3   |
| 1    | Costa Rica     | 1.805 | 4   |
| 2    | Panamá         | 1.624 | 5   |
| 2    | Jamaica        | 1.471 | 6   |
| 2    | El Salvador    | 1.390 | 9   |
| 2    | Honduras       | 1.350 | 10  |
| 3    | Martinica      | 1.252 | 11  |
| 3    | Curaçau        | 1.249 | 12  |
| 3    | Suriname       | 1.089 | 15  |
| 3    | Granada        | 834   | 25  |

| Pote | Seleção                  | Pts   | Pos |
| ---- | ------------------------ | ----- | --- |
| 1    | Haiti                    | 1.432 | 7   |
| 1    | Guatemala                | 1.417 | 8   |
| 1    | Trinidad e Tobago        | 1.232 | 13  |
| 1    | Cuba                     | 1.096 | 14  |
| 2    | Guiana Francesa          | 1.030 | 16  |
| 2    | Guadalupe                | 1.011 | 17  |
| 2    | Nicarágua                | 986   | 18  |
| 2    | Bermudas                 | 973   | 19  |
| 3    | Antígua e Barbuda        | 953   | 20  |
| 3    | Guiana                   | 924   | 21  |
| 3    | República Dominicana     | 872   | 23  |
| 3    | São Vicente e Granadinas | 865   | 24  |
| 4    | Belize                   | 795   | 26  |
| 4    | Monserrate               | 767   | 27  |
| 4    | Barbados                 | 674   | 31  |
| 4    | Bahamas                  | 538   | 33  |

| Pote | Seleção                  | Pts | Pos |
| ---- | ------------------------ | --- | --- |
| 1    | São Cristóvão e Neves    | 910 | 22  |
| 1    | Porto Rico               | 725 | 28  |
| 1    | Bonaire                  | 718 | 29  |
| 1    | Santa Lúcia              | 709 | 30  |
| 2    | Dominica                 | 625 | 32  |
| 2    | Aruba                    | 528 | 34  |
| 2    | Ilhas Caimã              | 512 | 35  |
| 2    | Turcas e Caicos          | 448 | 36  |
| 3    | São Martinho Francês     | 381 | 37  |
| 3    | São Martinho Neerlandês  | 296 | 38  |
| 3    | Ilhas Virgens Americanas | 246 | 39  |
| 3    | Anguila                  | 218 | 40  |
| 3    | Ilhas Virgens Britânicas | 152 | 41  |

## Liga A

### Grupo A
| Pos | Equipe   | Pts | J | V | E | D | GP | GC | SG | Classificação ou descenso                                         |  | México | Jamaica | Suriname |
| --- | -------- | --- | - | - | - | - | -- | -- | -- | ----------------------------------------------------------------- |  | ------ | ------- | -------- |
| 1   | México   | 8   | 4 | 2 | 2 | 0 | 8  | 3  | +5 | Classificação para a fase final e à Copa Ouro da CONCACAF de 2023 |  | —      | 2–2     | 3–0      |
| 2   | Jamaica  | 6   | 4 | 1 | 3 | 0 | 7  | 5  | +2 | Classificação para Copa Ouro da CONCACAF de 2023                  |  | 1–1    | —       | 3–1      |
| 3   | Suriname | 1   | 4 | 0 | 1 | 3 | 2  | 9  | −7 | Avança para eliminatórias da Copa Ouro da CONCACAF de 2023        |  | 0–2    | 1–1     | —        |

### Grupo B
| Pos | Equipe     | Pts | J | V | E | D | GP | GC | SG | Classificação ou descenso                                         |  | Panamá | Costa Rica |     |
| --- | ---------- | --- | - | - | - | - | -- | -- | -- | ----------------------------------------------------------------- |  | ------ | ---------- | --- |
| 1   | Panamá     | 10  | 4 | 3 | 1 | 0 | 8  | 0  | +8 | Classificação para a fase final e à Copa Ouro da CONCACAF de 2023 |  | —      | 2–0        | 5–0 |
| 2   | Costa Rica | 6   | 4 | 2 | 0 | 2 | 4  | 4  | 0  | Classificação para Copa Ouro da CONCACAF de 2023                  |  | 0–1    | —          | 2–0 |
| 3   | Martinica  | 1   | 4 | 0 | 1 | 3 | 1  | 9  | −8 | Avança para eliminatórias da Copa Ouro da CONCACAF de 2023        |  | 0–0    | 1–2        | —   |

### Grupo C
| Pos | Equipe   | Pts | J | V | E | D | GP | GC | SG | Classificação ou descenso                                         |  | Canadá | Honduras | Curaçau |
| --- | -------- | --- | - | - | - | - | -- | -- | -- | ----------------------------------------------------------------- |  | ------ | -------- | ------- |
| 1   | Canadá   | 9   | 4 | 3 | 0 | 1 | 11 | 3  | +8 | Classificação para a fase final e à Copa Ouro da CONCACAF de 2023 |  | —      | 4–1      | 4–0     |
| 2   | Honduras | 6   | 4 | 2 | 0 | 2 | 5  | 7  | −2 | Classificação para Copa Ouro da CONCACAF de 2023                  |  | 2–1    | —        | 1–2     |
| 3   | Curaçau  | 3   | 4 | 1 | 0 | 3 | 2  | 8  | −6 | Avança para eliminatórias da Copa Ouro da CONCACAF de 2023        |  | 1–2    | 0–1      | —       |

### Grupo D
| Pos | Equipe         | Pts | J | V | E | D | GP | GC | SG  | Classificação ou descenso                                         |  | Estados Unidos | El Salvador | Granada |
| --- | -------------- | --- | - | - | - | - | -- | -- | --- | ----------------------------------------------------------------- |  | -------------- | ----------- | ------- |
| 1   | Estados Unidos | 10  | 4 | 3 | 1 | 0 | 14 | 2  | +12 | Classificação para a fase final e à Copa Ouro da CONCACAF de 2023 |  | —              | 1–0         | 5–0     |
| 2   | El Salvador    | 5   | 4 | 1 | 2 | 1 | 6  | 5  | +1  | Classificação para Copa Ouro da CONCACAF de 2023                  |  | 1–1            | —           | 3–1     |
| 3   | Granada        | 1   | 4 | 0 | 1 | 3 | 4  | 17 | −13 | Avança para eliminatórias da Copa Ouro da CONCACAF de 2023        |  | 1–7            | 2–2         | —       |

### Fase final
As quatro seleções foram classificadas com base em seus resultados na fase de grupos para determinar as partidas das semifinais. O primeiro colocado no geral joga com o quarto e o segundo joga com o terceiro. Todas as partidas foram disputadas no Allegiant Stadium em Paradise, Estados Unidos.

#### Chaveamento
|  | Semifinais             | Semifinais     |                             |   | Final | Final |
|  |                        |                |                             |   |       |       |
|  | 15 de junho – Paradise |                |                             |   |       |       |
|  |                        |                |                             |   |       |       |
|  | Panamá                 | 0              |                             |   |       |       |
|  | Panamá                 | 0              | 18 de Junho – Paradise      |   |       |       |
|  | Canadá                 | 2              |                             |   |       |       |
|  | Canadá                 | 2              | Canadá                      | 0 |       |       |
|  | 15 de Junho – Paradise |                | Canadá                      | 0 |       |       |
|  |                        | Estados Unidos | 2                           |   |       |       |
|  | Estados Unidos         | Estados Unidos | 2                           | 3 |       |       |
|  | Estados Unidos         |                |                             | 3 |       |       |
|  | México                 | 0              |                             |   |       |       |
|  | México                 | 0              | Disputa pelo terceiro lugar |   |       |       |
|  |                        |                |                             |   |       |       |
|  | 18 de Junho – Paradise |                |                             |   |       |       |
|  |                        |                |                             |   |       |       |
|  | Panamá                 | 0              |                             |   |       |       |
|  | Panamá                 | 0              |                             |   |       |       |
|  | México                 | 1              |                             |   |       |       |

#### Semifinais
| 15 de junho de 2023 | Panamá | 0 – 2     | Canadá                 | Allegiant Stadium, Paradise        |
| 16:00 (UTC−7)       |        | Relatório | David 25' · Davies 70' | Árbitro: CRC Juan Gabriel Calderón |

| 15 de junho de 2023 | Estados Unidos              | 3 – 0     | México | Allegiant Stadium, Paradise |
| 19:00 (UTC−7)       | Pulisic 37', 46' · Pepi 79' | Relatório |        | Árbitro: SLV Iván Barton    |

#### Disputa pelo terceiro lugar
| 18 de junho de 2023 | Panamá | 0 – 1     | México      | Allegiant Stadium, Paradise   |
| 15:00 (UTC−7)       |        | Relatório | Gallardo 4' | Árbitro: JAM Daneon Parchment |

#### Final
| 18 de junho de 2023 | Canadá | 0 – 2     | Estados Unidos             | Allegiant Stadium, Paradise |
| 17:30 (UTC−7)       |        | Relatório | Richards 12' · Balogun 34' | Árbitro: HON Said Martínez  |

## Liga B

### Grupo A
| Pos | Equipe            | Pts | J | V | E | D | GP | GC | SG | Promovido ou rebaixado                                     |  | Cuba | Guadalupe | Antígua e Barbuda | Barbados |
| --- | ----------------- | --- | - | - | - | - | -- | -- | -- | ---------------------------------------------------------- |  | ---- | --------- | ----------------- | -------- |
| 1   | Cuba              | 15  | 6 | 5 | 0 | 1 | 11 | 3  | +8 | Promovido para Liga A e a Copa Ouro da CONCACAF de 2023    |  | —    | 1–0       | 3–1               | 3–0      |
| 2   | Guadalupe         | 9   | 6 | 3 | 0 | 3 | 5  | 5  | 0  | Avança para eliminatórias da Copa Ouro da CONCACAF de 2023 |  | 2–1  | —         | 0–1               | 2–1      |
| 3   | Antígua e Barbuda | 9   | 6 | 3 | 0 | 3 | 5  | 7  | −2 | Avança para eliminatórias da Copa Ouro da CONCACAF de 2023 |  | 0–2  | 1–0       | —                 | 1–2      |
| 4   | Barbados          | 3   | 6 | 1 | 0 | 5 | 3  | 9  | −6 |                                                            |  | 0–1  | 0–1       | 0–1               | —        |

1. ↑  Antígua e Barbuda conquistou a vaga nas eliminatórias da Copa Ouro como o melhor terceiro colocado.[6]

### Grupo B
| Pos | Equipe     | Pts | J | V | E | D | GP | GC | SG  | Promovido ou rebaixado                                     |     | Haiti | Guiana | Bermudas | Monserrate (ilha) |
| --- | ---------- | --- | - | - | - | - | -- | -- | --- | ---------------------------------------------------------- | --- | ----- | ------ | -------- | ----------------- |
| 1   | Haiti      | 16  | 6 | 5 | 1 | 0 | 22 | 5  | +17 | Promovido para Liga A e a Copa Ouro da CONCACAF de 2023    |     | —     | 6–0    | 3–1      | 3–2               |
| 2   | Guiana     | 10  | 6 | 3 | 1 | 2 | 8  | 14 | −6  | Avança para eliminatórias da Copa Ouro da CONCACAF de 2023 |     | 2–6   | —      | 2–1      | 0–0               |
| 3   | Bermudas   | 4   | 6 | 1 | 1 | 4 | 7  | 10 | −3  |                                                            |     | 0–0   | 0–2    | —        | 3–0               |
| 4   | Monserrate | 4   | 6 | 1 | 1 | 4 | 6  | 14 | −8  |                                                            | 0–4 | 1–2   | 3–2    | —        |                   |

### Grupo C
| Pos | Equipe                   | Pts | J | V | E | D | GP | GC | SG  | Promovido ou rebaixado                                  |     | Nicarágua | Trindade e Tobago | Bahamas | São Vicente e Granadinas |
| --- | ------------------------ | --- | - | - | - | - | -- | -- | --- | ------------------------------------------------------- | --- | --------- | ----------------- | ------- | ------------------------ |
| 1   | Nicarágua                | 14  | 6 | 4 | 2 | 0 | 15 | 5  | +10 | Desclassificado                                         |     | —         | 2–1               | 4–0     | 4–1                      |
| 2   | Trinidad e Tobago (P)    | 13  | 6 | 4 | 1 | 1 | 12 | 4  | +8  | Promovido para Liga A e a Copa Ouro da CONCACAF de 2023 |     | 1–1       | —                 | 1–0     | 4–1                      |
| 3   | Bahamas                  | 4   | 6 | 1 | 1 | 4 | 2  | 11 | −9  |                                                         |     | 0–2       | 0–3               | —       | 1–0                      |
| 4   | São Vicente e Granadinas | 2   | 6 | 0 | 2 | 4 | 5  | 14 | −9  |                                                         | 2–2 | 0–2       | 1–1               | —       |                          |

1. ↑  A Nicarágua foi desqualificada das eliminatórias da Copa Ouro de 2023 e da Liga das Nações A devido à escalação de um jogador inelegível. Trindade e Tobago assumiu o seu lugar em ambos os torneios.[7]

### Grupo D
| Pos | Equipe               | Pts | J | V | E | D | GP | GC | SG | Promovido ou rebaixado                                     |     | Guatemala |     | República Dominicana | Belize |
| --- | -------------------- | --- | - | - | - | - | -- | -- | -- | ---------------------------------------------------------- | --- | --------- | --- | -------------------- | ------ |
| 1   | Guatemala            | 13  | 6 | 4 | 1 | 1 | 11 | 4  | +7 | Promovido para Liga A e a Copa Ouro da CONCACAF de 2023    |     | —         | 4–0 | 2–0                  | 2–0    |
| 2   | Guiana Francesa      | 11  | 6 | 3 | 2 | 1 | 8  | 8  | 0  | Avança para eliminatórias da Copa Ouro da CONCACAF de 2023 |     | 2–0       | —   | 1–1                  | 1–0    |
| 3   | República Dominicana | 8   | 6 | 2 | 2 | 2 | 8  | 7  | +1 |                                                            |     | 1–1       | 2–3 | —                    | 2–0    |
| 4   | Belize               | 1   | 6 | 0 | 1 | 5 | 2  | 10 | −8 |                                                            | 1–2 | 1–1       | 0–2 | —                    |        |

## Liga C

### Grupo A
| Pos | Equipe                   | Pts | J | V | E | D | GP | GC | SG  | Promovido                                                              |     | São Martinho | Bonaire | Turcas e Caicos | Ilhas Virgens Americanas |
| --- | ------------------------ | --- | - | - | - | - | -- | -- | --- | ---------------------------------------------------------------------- | --- | ------------ | ------- | --------------- | ------------------------ |
| 1   | São Martinho Neerlandês  | 11  | 6 | 3 | 2 | 1 | 19 | 9  | +10 | Promovido à Liga B e as eliminatórias da Copa Ouro da CONCACAF de 2023 |     | —            | 6–1     | 8–2             | 1–1                      |
| 2   | Bonaire                  | 10  | 6 | 3 | 1 | 2 | 12 | 11 | +1  |                                                                        |     | 2–2          | —       | 1–2             | 2–0                      |
| 3   | Turcas e Caicos          | 9   | 6 | 3 | 0 | 3 | 10 | 16 | −6  |                                                                        | 2–0 | 1–4          | —       | 1–0             |                          |
| 4   | Ilhas Virgens Americanas | 4   | 6 | 1 | 1 | 4 | 5  | 10 | −5  |                                                                        | 1–2 | 0–2          | 3–2     | —               |                          |

### Grupo B
| Pos | Equipe                | Pts | J | V | E | D | GP | GC | SG | Promovido                                                              |     | São Cristóvão e Neves | Aruba | São Martinho (França) |
| --- | --------------------- | --- | - | - | - | - | -- | -- | -- | ---------------------------------------------------------------------- | --- | --------------------- | ----- | --------------------- |
| 1   | São Cristóvão e Neves | 10  | 4 | 3 | 1 | 0 | 9  | 4  | +5 | Promovido à Liga B e as eliminatórias da Copa Ouro da CONCACAF de 2023 |     | —                     | 2–0   | 1–1                   |
| 2   | Aruba                 | 4   | 4 | 1 | 1 | 2 | 5  | 5  | 0  |                                                                        |     | 2–3                   | —     | 3–0                   |
| 3   | São Martinho Francês  | 2   | 4 | 0 | 2 | 2 | 2  | 7  | −5 |                                                                        | 1–3 | 0–0                   | —     |                       |

### Grupo C
| Pos | Equipe      | Pts | J | V | E | D | GP | GC | SG | Promovido                                                              |     | Santa Lúcia | Dominica | Anguila |
| --- | ----------- | --- | - | - | - | - | -- | -- | -- | ---------------------------------------------------------------------- | --- | ----------- | -------- | ------- |
| 1   | Santa Lúcia | 12  | 4 | 4 | 0 | 0 | 8  | 2  | +6 | Promovido à Liga B e as eliminatórias da Copa Ouro da CONCACAF de 2023 |     | —           | 3–1      | 2–0     |
| 2   | Dominica    | 2   | 4 | 0 | 2 | 2 | 2  | 5  | −3 |                                                                        |     | 0–1         | —        | 1–1     |
| 3   | Anguila     | 2   | 4 | 0 | 2 | 2 | 2  | 5  | −3 |                                                                        | 1–2 | 0–0         | —        |         |

### Grupo D
| Pos | Equipe                   | Pts | J | V | E | D | GP | GC | SG  | Promovido                                                              |     | Porto Rico | Ilhas Cayman | Ilhas Virgens Britânicas |
| --- | ------------------------ | --- | - | - | - | - | -- | -- | --- | ---------------------------------------------------------------------- | --- | ---------- | ------------ | ------------------------ |
| 1   | Porto Rico               | 12  | 4 | 4 | 0 | 0 | 17 | 2  | +15 | Promovido à Liga B e as eliminatórias da Copa Ouro da CONCACAF de 2023 |     | —          | 5–1          | 6–0                      |
| 2   | Ilhas Caimã              | 2   | 4 | 0 | 2 | 2 | 3  | 10 | −7  |                                                                        |     | 0–3        | —            | 1–1                      |
| 3   | Ilhas Virgens Britânicas | 2   | 4 | 0 | 2 | 2 | 3  | 11 | −8  |                                                                        | 1–3 | 1–1        | —            |                          |